# Thury-Harcourt
Thury-Harcourt är en kommun i departementet Calvados i regionen Normandie i norra Frankrike. Kommunen ligger i kantonen Thury-Harcourt som ligger i arrondissementet Caen. År 2018 hade Thury-Harcourt 2 027 invånare.

## Befolkningsutveckling
Antalet invånare i kommunen Thury-Harcourt
Referens:INSEE